# Bianco da Siena
Bianco di Santi detto Bianco da Siena o Bianco da Lanciolina (Anciolina, 1350 circa – Venezia, 1399) è stato un religioso e poeta italiano.
Fu probabilmente il maggiore epigono di Iacopone da Todi. Compose numerose laude che ebbero una grande fortuna nel Medioevo. Dapprima cardatore di lana a Siena, fu poi membro della compagnia dei Gesuati dal 1367. 

## Biografia
Le note biografiche su Bianco da Siena sono assai scarse: le fonti principali sono la Vita del beato Giovanni Colombini e la Parte della vita d'alcuni gesuati di Feo Belcari. Secondo la testimonianza di Belcari, Bianco di Santi era originario di Lanciolina di Valdarno (attualmente Anciolina, in provincia di Arezzo), ma praticò il mestiere di cardatore di lana a Siena. La data di nascita del poeta è incerta, ma probabilmente da situare verso il 1350, poiché Belcari lo definisce «giovinetto» nel 1367, anno in cui entrò nella compagnia dei Gesuati, detta anche dei Poverelli di Cristo. Tale compagnia, che nel 1367 contava circa settanta aderenti, si era formata verso il 1360 per iniziativa del mercante senese Giovanni Colombini e dell'amico Francesco Vincenti, che avevano iniziato a riunire alcuni compagni disposti a condividere con loro una vita di povertà e di penitenza.  
Secondo Belcari, Bianco di Santi, dopo molte insistenze, fu ammesso nella compagnia solo nel maggio 1367, quando i Gesuati abbandonarono Siena per recarsi dal pontefice. In effetti, nella primavera del 1367 si era diffusa la notizia che Urbano V intendeva ristabilire la sede del papato a Roma e che si sarebbe trattenuto per qualche tempo a Viterbo. I Gesuati lasciarono Siena per sottoporre la regola della nuova compagnia all'approvazione del pontefice, che li accolse benevolmente. Tuttavia, si propagò presto il sospetto di eresia nei loro confronti: Giovanni Colombini soffocò questi dubbi, ma vari gesuati abbandonarono la compagnia in queste difficili circostanze. Durante il viaggio di ritorno a Siena, Giovanni Colombini si ammalò e morì ad Acquapendente il 31 luglio 1367. In seguito all'intervento della Curia, il movimento dei Gesuati divenne un ordine religioso: gli aderenti dovettero così rinunciare alla loro vita comunitaria errante e, in gruppi, si insediarono in varie zone della Toscana e dell'Umbria. 
Bianco di Santi si trattenne per qualche tempo a Siena, poi si recò a Città di Castello, che lasciò prima del 1383. In seguito, viaggiò con un compagno in Umbria e in Toscana, poi si fermò a Santa Maria della Sambuca presso Pistoia. Giunse infine a Venezia, dove morì nel 1399.

## Opere
Di Bianco da Siena ci sono giunte solo delle laude, probabilmente l'unico genere da lui praticato. I suoi componimenti poetici sono conservati da varie decine di manoscritti ed ebbero una grande diffusione nel Medioevo. Le laude edite sono attualmente centoventidue, per un totale di oltre ventimila versi. Novantadue componimenti (laude I-XCII), tratti dal manoscritto Vaticano Rossiano 651 (X-32), sono stati pubblicati da Telesforo Bini nel 1851. Altri diciannove sono stati pubblicati da Franca Ageno nel 1939 (laude XCIII-CXI), sulla base della testimonianza del manoscritto Vaticano Rossiano 424 (IX-114) e del manoscritto Marciano It. IX 182 (=6284). Infine, altre undici laude (CXII-CXXII), nella forma metrica del serventese caudato, sono state scoperte e pubblicate da Emanuele Arioli. 
Le laude di Bianco da Siena presentano un'ampia varietà di temi, in gran parte comuni a molta letteratura religiosa del Duecento e del Trecento: lo slancio d'amore verso Dio, l'elogio della povertà, il terrore della dannazione, il pentimento per i peccati commessi, l'unione mistica. I suoi componimenti sono talvolta riscritture di preghiere, di inni o di episodi evangelici, invocazioni a Dio e alla Vergine. Le forme metriche usate sono varie, principalmente le laude-ballate, le terzine, le ottave e i serventesi.